# Fromundo di Coutances

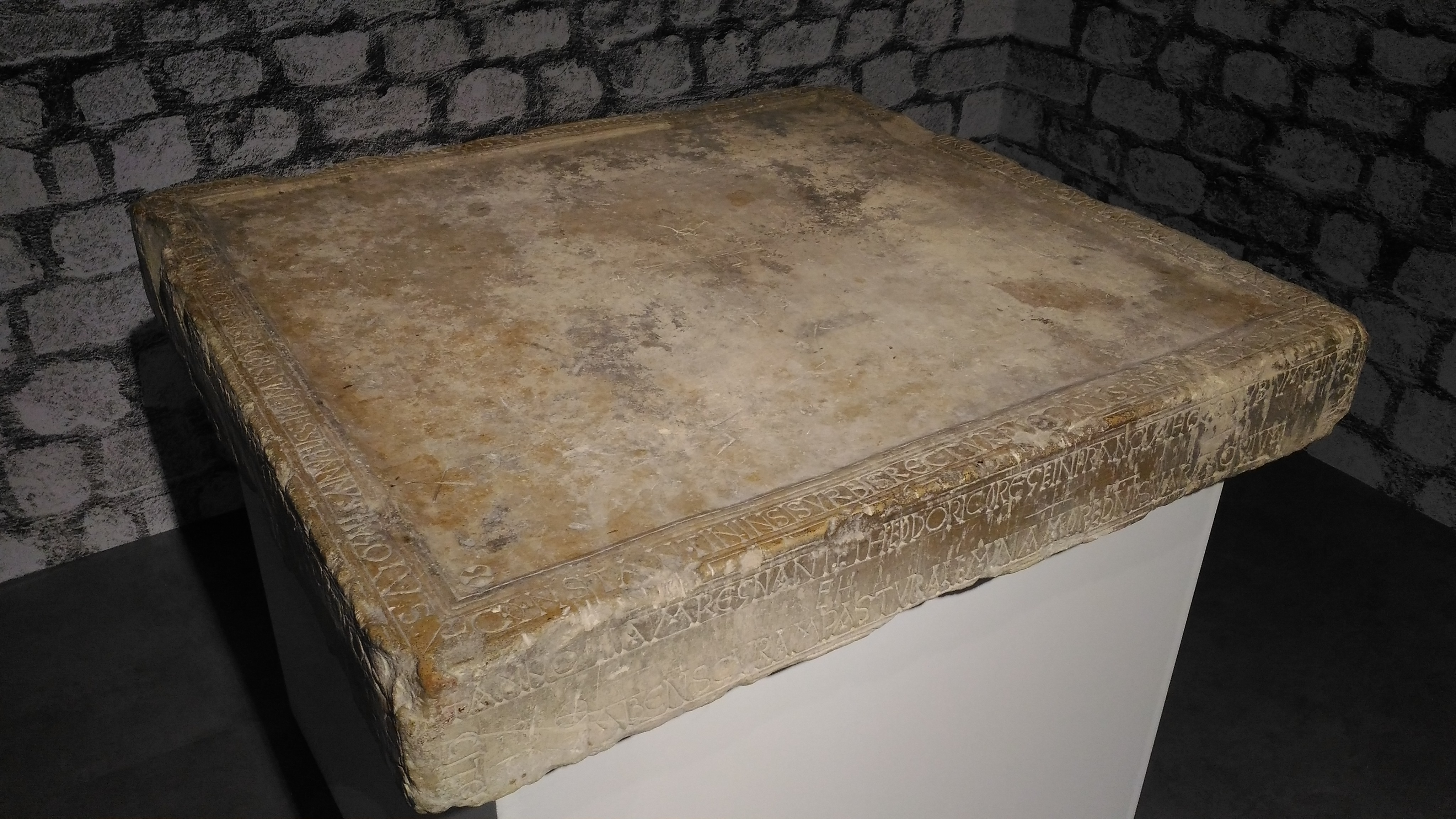
L'antico altare della chiesa di San Pietro di Le Ham, con l'iscrizione del vescovo Frodomundo.

Fromundo, o Frodomundo (... – Coutances, 24 ottobre VII secolo), fu vescovo di Coutances, venerato come santo dalla Chiesa cattolica.

## Biografia e culto
Poche sono le notizie relative a questo vescovo di Coutances, il cui culto è attestato in alcune località della Normandia solo a partire dal XII secolo. Viene identificato con il vescovo Frodomundo, di cui venne scoperta un'iscrizione nel 1693 nella chiesa di San Pietro a Le Ham. Il testo riferisce che il 15 agosto del 679 o 680 Frodomundo consacrò la chiesa della locale abbazia femminile all'epoca del re Teodorico III. Altre tradizioni più tardive riportano che Fromundo avrebbe fondato un monastero che in seguito portò il suo nome e dove sarebbe stato sepolto.
Negli antichi cataloghi episcopali di Coutances non esiste un vescovo di nome Fromundo o Frodomundo. Secondo Louis Duchesne, potrebbe essere identificato con il Rothmundus attestato in questi elenchi.
Il Martirologio Romano lo ricorda il 24 ottobre con queste parole: